# Wet van de totale kans
In de kansrekening is de wet van de totale kans een regel die de kans op een gebeurtenis die onder verschillende condities kan optreden, uitdrukt in de voorwaardelijke kansen gegeven die condities. 
In het eenvoudigste geval dat een gebeurtenis {\displaystyle B} kan optreden onder de voorwaarde dat de gebeurtenis {\displaystyle A} wel of niet is opgetreden, luidt de wet:
{\displaystyle P(B)=P(B|A)P(A)+P(B|A^{c})P(A^{c})}
De formule is een direct gevolg van de opsplitsing van {\displaystyle B} in het deel dat ook tot {\displaystyle A} behoort en het deel dat niet tot {\displaystyle A} behoort:
{\displaystyle B=BA\cup BA^{c}}
De formule laat zich eenvoudig generaliseren voor een opsplitsing van {\displaystyle B} in meer mogelijkheden;
{\displaystyle P(B)=P(B|A_{1})P(A_{1})+P(B|A_{2})P(A_{2})+\ldots +P(B|A_{n})P(A_{n})}

## Generalisatie
De wet van de totale kans kan gegeneraliseerd worden voor een opsplitsing naar de waarden van een stochastische variabele {\displaystyle X}. Voor een gebeurtenis {\displaystyle B} luidt ze dan:
{\displaystyle P(B)=\operatorname {E} [P(B|X)]},
waarin {\displaystyle \operatorname {E} } de verwachtingswaarde voorstelt.

## Voorbeeld
In de bevolking lijdt 1 op de 100 mensen aan reumatoïde artritis. 
Er bestaat een test, de "reumatest", die bij reumalijders meestal positief is en bij gezonden meestal negatief. De test is echter niet 100% waterdicht en heeft een specificiteit (dat wil zeggen de kans op een negatieve test als de ziekte afwezig is) van 0,8 en een sensitiviteit (kans op een positieve test bij aanwezigheid van de ziekte) van 0,7. Een positieve uitslag (+) kan z'n oorzaak vinden in de ziekte (Z), maar ook in een falen van de test. De kans op een positieve uitslag is;
{\displaystyle P(+)=P(+|Z)P(Z)+P(+|Z^{c})P(Z^{c})=0{,}7\times 0{,}01+0{,}2\times 0{,}99=0{,}205}